# Gerbillus dunni
Gerbillus dunni är en däggdjursart som beskrevs av Thomas 1904. Gerbillus dunni ingår i släktet Gerbillus och familjen råttdjur. IUCN kategoriserar arten globalt som livskraftig. Inga underarter finns listade i Catalogue of Life.
Denna ökenråtta förekommer i nordöstra Afrika i Etiopien, Djibouti, Eritrea och Somalia. Den lever där i torra savanner och andra torra gräsmarker samt i områden med sandig mark och glest fördelad växtlighet.